# Sonderfrieden
Als Sonder- oder Separatfrieden wird üblicherweise ein Friedensschluss zwischen einer sich im Krieg befindenden Nation mit einer bisher befeindeten Nation bezeichnet, bei dem die Verbündeten einer der Nationen nicht konsultiert oder gar in den Frieden eingeschlossen werden.
Das bedeutet entweder, dass eine Nation aus einem bisherigen Bündnis und auch aus dem Krieg komplett ausscheidet, oder dass diese Nation sogar die Seiten wechselt.
Für die Nation, die aus dem Krieg ausscheidet, kann das den Vorteil haben, den verloren geglaubten Krieg zu gemäßigten Konditionen beenden zu können. Ein anderer Auslöser kann ein innerer Umsturz in der Nation sein.
Die Gegner dieser Nation werden den Sonderfrieden gemeinhin akzeptieren, wenn dadurch der Krieg verkürzt werden kann und es sich bei der ausscheidenden Nation nicht um ihren Hauptfeind handelt.

## Beispiele
Bekannte Beispiele für einen Sonderfrieden oder Versuche einen zu schließen:

### Siebenjähriger Krieg
1762 schließt Russland im Siebenjährigen Krieg einen Sonderfrieden mit Preußen, das sich außerdem mit Österreich, Frankreich und Bayern im Krieg befand.

### Napoleonische Kriege
In den sogenannten Koalitionskriegen Napoleons von 1795 bis 1815 wurde immer wieder durch Diplomatie Frieden zwischen Frankreich und einzelnen anderen Nationen geschlossen. Allerdings hielten diese oft nur ein paar Monate oder Jahre, bis der Krieg erneut aufgenommen wurde.

### Erster Weltkrieg
- Der Friede von Brest-Litowsk 1918 zwischen Russland und den Mittelmächten des Ersten Weltkrieges. Russland schied damit aus dem Krieg aus.
- Der Friede von Bukarest (1918) zwischen Rumänien und den Mittelmächten, nach dem das Land vorübergehend aus dem Krieg ausschied.
- Der Berliner Vertrag (1921) vom 25. August 1921 zwischen den Vereinigten Staaten und Deutschland.

### Zweiter Weltkrieg
- Der 1940/41 von Hitler gewünschte Frieden mit Großbritannien nach seinen Siegen in Polen und Frankreich kam nicht zustande. Um diesen zu erreichen, wurde der vorangegangene Frieden mit Frankreich ziemlich gemäßigt gestaltet (Elsaß-Lothringen wurde nicht annektiert, Frankreich durfte die (allerdings abhängige) Vichy-Republik gründen und seine Kolonien behalten). England lehnte jedoch ab.
- Der ebenfalls von Hitler (1944/45) gewünschte Sonderfrieden mit den Westmächten nach deren Befreiung Westeuropas mit dem vorgeschobenen Hinweis darauf, dass Hitler die kommunistische Expansion in Osteuropa („eine Gefahr für ganz Europa“) stoppen wolle.
- Die Sonderfrieden der Sowjetunion mit verschiedenen Verbündeten der Achsenmächte wie Rumänien und Ungarn 1945.
- Der Frieden der Alliierten mit Italien nach dem Sturz Mussolinis. Damit war Deutschland ohne verbündete Großmacht in Europa (nur Japan verblieb). Italien erklärte wenig später sogar dem Deutschen Reich den Krieg, nachdem die Alliierten Italien einen sehr milden Frieden versprachen. Nach dem Krieg verlor Italien jedoch den größten Teil Istriens und seine Kolonien in Albanien, Libyen und Ostafrika (Eritrea, Somalia und Äthiopien).